# Pustynna miłość
Pustynna miłość (hiszp. El Clon, 2010) – kolumbijsko-amerykańsko-brazylijska telenowela wyprodukowana przez kanał telewizyjny Telemundo we współpracy z Rede Globo oraz RTI Colombia. Jest to remake brazylijskiej telenoweli z 2001 roku pt. Klon.

## Obsada
- Mauricio Ochmann – Lucas Ferrer, Diego Ferrer, Osvaldo Daniel
- Sandra Echeverría – Jade Melkarak
- Saúl Lisazo – Leonardo Ferrer
- Geraldine Zivic – Christina Miranda
- Roberto Moll – Augusto Albieri
- Andrea López – Marisa Antonelli
- Juan Pablo Raba – Said Hashim
- Daniel Lugo – Ali Rashid
- Luz Stella Luengas – Zoraida
- Carla Giraldo – Latiffa
- Mijail Mulkay Bordon – Mohamed Hashim
- Andrea Montenegro – Nazira Hashim
- Tiberio Cruz – Zein
- Indhira Serrano – Dora Encarnación Padilla
- Pedro Telemaco – Osvaldo Medina
- Abel Rodríguez – Enrique „Ricky”
- Victor Turpin – Victor
- Estefanía Gómez – Vicky
- Alexander Rodríguez – Julio
- Roberto Manrique – Alejandro „Snake” Cortes
- Laura Perico – Natalia Ferrer Antonelli
- Gary Forero – Pablo
- Adriana Romero – Luisa
- Claudia Liliana Alvarez Gonzalez – Clara
- Victoria Gongora – Lucia